# Heinrich Eckmann
Heinrich Eckmann (* 18. August 1893 in Hohenwestedt, Holstein; † 2. Mai 1940 ebenda) war ein deutscher Schriftsteller.

## Leben
Heinrich Eckmann war der Sohn eines Gärtnereibesitzers. Er besuchte anfangs eine Privatschule in seinem Heimatort Hohenwestedt und anschließend die Unter- und Obersekunda einer Oberrealschule in Neumünster. Danach absolvierte er eine Lehre als Gärtner in Rellingen. Es folgten Wanderjahre, während derer er u. a. in Gärtnereien in Blankenburg (Harz) und im brandenburgischen Biesenthal tätig war sowie die Höhere Gärtner-Lehranstalt in Köstritz besuchte. Bei Ausbruch des Ersten Weltkriegs meldete sich Eckmann als Freiwilliger zur Infanterie. Später wechselte er zu den „Marburger Jägern“, mit denen er an der Westfront kämpfte. Im Mai 1915 geriet er während der Schlacht bei Neuve-Chapelle in britische Kriegsgefangenschaft. Er verbrachte vier Jahre als Gefangener in Wales, wo er als Land-, Wald- und Bauarbeiter tätig war, und ein weiteres Jahr als Dockarbeiter in Le Havre. Seine Entlassung erfolgte im Dezember 1919.
Nach der Rückkehr in die Heimat war Eckmann wieder als Gärtner tätig. Daneben begann er mit dem Verfassen literarischer Texte. Eckmann trat zum 1. August 1932 der NSDAP bei (Mitgliedsnummer 1.273.346); nach der nationalsozialistischen „Machtergreifung“ im Jahre 1933 war er zunehmend in der Kultur- und Propagandaarbeit für das neue Regime tätig; Auslandsreisen führten ihn in diesem Zusammenhang nach Ungarn, Großbritannien, Dänemark, Rumänien und Belgien.
Heinrich Eckmann war Verfasser von Romanen, Erzählungen und Gedichten, wobei er sich sowohl des Hochdeutschen als auch der Niederdeutschen Sprache bediente. Sein Werk ist geprägt von des Autors nationalsozialistischer Gesinnung. Mit seinem 1937 erschienenen Roman Der Stein im Acker, der bis in den Zweiten Weltkrieg zahlreiche Neuauflagen erfuhr, schuf Eckmann eines der erfolgreichsten Werke der sogenannten Blut-und-Boden-Literatur.
Heinrich Eckmann erhielt 1936 den Literaturpreis der Provinz Schleswig-Holstein und 1937 den Volkspreis für Deutsche Dichtung sowie den Dichterpreis der Stadt Braunschweig.
Nach Ende des Zweiten Weltkriegs wurden Eckmanns Schriften Soldaten, Kameraden (Winkler, Darmstadt 1938) und Der Stein im Acker (Westermann, Braunschweig 1944) in der Sowjetischen Besatzungszone auf die Liste der auszusondernden Literatur gesetzt. In der DDR folgte auf diese Liste noch sein Das blühende Leben (Westermann, Braunschweig 1939).
In Hohenwestedt existiert bis zum heutigen Tag eine Heinrich-Eckmann-Straße; bis zum Jahre 1990 trug die heutige Brüder-Grimm-Schule in Rellingen den Namen „Heinrich-Eckmann-Schule“.

## Schriften in hochdeutscher Sprache
- Der Weg ins Blau, Hamburg 1924
- Haus in Blumen, Hamburg 1925
- Das Weib und die Mutter, Itzehoe (Holstein) 1927
- Die Königin, Itzehoe 1928
- Eira und der Gefangene, Braunschweig [u. a.] 1935
- Gefangene in England, Leipzig 1936
- Die rote Katze, Braunschweig [u. a.] 1936
- Das ferne Saitenspiel, Jena 1937
- Der Stein im Acker, Braunschweig [u. a.] 1937
- Bunter Bauerngarten, Leipzig 1938
- Das blühende Leben, Braunschweig [u. a.] 1939
- Greten, Braunschweig 1942

## Schriften in niederdeutscher Sprache
- De Lebensweg, Verden/Aller 1922
- Twee Minschen, Hamburg 1924
- Toslaten Döern, Hamburg 1926